# Savoy (groupe)
Pour les articles homonymes, voir Savoy.
Savoy est un groupe américano-norvégien de musique pop formé en 1994 par Pål Waaktaar-Savoy (chant, guitare, clavier et basse), connu en tant que membre de A-ha, et sa femme, la régisseuse Lauren Waaktaar-Savoy (guitare et chant). Ils furent rejoints aux percussions par Frode Unneland connu sur la scène musicale de Bergen pour les groupes Chocolat Surdosage et Popium, et par Greg Calvert à la basse. 

## Histoire
Greg Calvert quitte le groupe avant la parution du second album en 1997, mais les trois autres membres font toujours partie de Savoy. Le groupe est créé dans une période où A-ha est en sommeil.
Mary is Coming, le premier album du groupe, sorti en 1996, est certifié disque d'or en Norvège. Le single Velvet, issu de l'album, fait de même, et figure sur la bande originale du film Divine mais dangereuse. Il a aussi été repris par A-ha et publié sur Minor Earth Major Sky. 
Savoy a sorti six albums studio et a reçu le Spellemannpris 1999 dans la catégorie groupe pop, pour Mountains Of Time, et le Spellemannpris 2001 dans la même catégorie pour Reasons to Stay Indoors.
Savoy, à la différence de A-ha, a une approche musicale plus terre-à-terre avec des émotions et un style indie-rock. Toutes les chansons sont écrites par Pål et Lauren Waaktaar-Savoy. 
Leur plus célèbres hits sont Velvet, Rain, Star (I'm Not Stupid Baby), Grind you Down, If You Won't Come to the Party et Whalebone (de la bande originale du film norvégien Hawaii, Oslo). Savoy a vendu un total de près de 200 000 albums.
En août 2007 est publié la compilation en double CD Savoy Songbook vol. 1. Le second ne comporte que des titres déjà connus, mais le premier contient trois nouvelles chansons et sept réenregistrements. 
En 2016, il a été annoncé que le catalogue du groupe serait remastérisé et distribué par Apollon Records. Lackluster Me et Mountains of Time ont été réédités en 2016 et 2017 respectivement,.
Savoy a sorti le 12 janvier 2018 son sixième album, See the Beauty In Your Drab Hometown.

## Discographie
Albums
- Mary is Coming (Warner, 1996)
- Lackluster Me (EMI, 1997)
- Mountains of Time (EMI, 1999)
- Reasons to Stay Indoors (EMI, 2001)
- Savoy (Eleventeen, 2004)
- See the Beauty In Your Drab Hometown (Drabant Music, 2018)

Compilation
- Savoy Songbook Vol. 1 (2 CD) (Universal, 2007)